# Sozzago
Sozzago (Piedmontese: Sosach) là một đô thị ở tỉnh Novara ở vùng Piedmont của Ý, tọa lạc cách 90 km về phía đông bắc của Torino and about 10 km về phía đông nam của Novara.
Sozzago giáp các đô thị: Cassolnovo, Cerano, Garbagna Novarese, Terdobbiate, và Trecate.